# Bilal Bakkali
Pour les articles homonymes, voir Bakkali.
Bilal Bakkali (en arabe : بلال البقالي), né le 24 février 1993 à Kénitra (Maroc), est un joueur de futsal international marocain.

## Biographie

### Début au Maroc
Formé au Maroc, Bilal Bakkali débute à l'AS Dynamo Kénitra en 2013 et y devient international marocain. Bakkali et son équipe sont champions du Maroc 2016 puis lors de la saison 2017-2018 et remportent la Coupe du trône la même année.

### En France (depuis 2018)

#### Avec Montpellier Méditerranée Futsal (2018-2019)
En 2018, il arrive en France au Montpellier Méditerranée Futsal avec son compatriote Soufiane El Mesrar. Cinquième de deuxième division, le club est exclu de toutes compétitions pour raison extra-sportives.

#### Avec ACCS (2019-2021)
Après un an au MMF, il rejoint l'ACCS FC avec Soufiane El Mesrar. Lors de la onzième journée de D1 2019-2020 contre Nantes Métropole Futsal, Bakkali signe un triplé (7-1). Alors que le club est en tête du classement, la saison est tronquée à cause de la pandémie de Covid-19. En novembre 2020, il inscrit un quadruplé contre l'UJS Toulouse (7-0) qui lui permet de passer en tête du classement des buteurs de D1.

#### Avec l'Étoile Lavalloise (2022-)
Bilal Bakkali dispute son premier match avec l'Étoile lavalloise contre Loudéac (club de district) le 5 février 2022 à l'occasion des 32e de la Coupe nationale. Son équipe s'impose largement (14-1) et Bakkali s'offre un triplé. Il marque ses premiers buts avec le club lavallois en championnat le 1er avril 2022 à l'extérieur sur le parquet du Toulon Élite Futsal où malgré son doublé, son équipe ne parvient pas à éviter la défaite (4-3). La journée suivante le 17 avril 2022, l'Étoile lavalloise s'impose à domicile face à Kingersheim avec un triplé de Bakkali.
Le 25 février 2023 il délivre une passe décisive contre Nantes Métropole.
Bilal Bakkali est buteur le 25 mars 2023 contre le KB United dans un match remporté par les Lavallois (8-2). Il s'illustre la journée suivante à Béthune le 1er avril 2023 où l'Étoile se fait accrocher par les locaux.
Puis en quart de finale de la Coupe nationale, il contribue à la qualification de son équipe pour les demi-finales avec une réalisation en fin de match contre le GOAL futsal (victoire, 2-6).
Le 22 avril 2023, il inscrit son 15e but de la saison en championnat face à Toulon (victoire de Laval, 9-3).
Le 20 mai 2023, il s'offre un doublé à domicile contre Mouvaux demi-finale de la Coupe nationale. Les Mouvallois se sont déplacés sans ses joueurs cadres. Les Lavallois se qualifient pour la finale en s'imposant logiquement sur le score de 17-0.
Il inscrit un nouveau doublé le 27 mai 2023 sur le parquet du Mouvaux Lille Métropole qui permet à Laval de remporter la demi-finale aller des play-offs (4-6). Double buteur à l'aller, il récidive avec une réalisation au match retour devant le public lavallois. L'Étoile s'impose facilement (9-1, 15-5 sur les deux rencontres) et valide son ticket pour la finale des play-offs.
Le 10 juin 2023, l'Étoile lavalloise remporte la Coupe nationale aux dépens du Sporting Club de Paris (2-0). Bakkali inscrit le premier but de cette finale disputée à Pessac. Il s'agit du premier titre national pour le club lavallois.
L'Étoile lavalloise s'impose de nouveau contre le Sporting le week-end suivant en finale du championnat (5-3). Le club lavallois remporte donc le championnat national pour la première fois et réalise le doublé.
Bilal Bakkali prolonge avec l'Étoile. S'il manque le premier match de la saison contre Paris ACASA, il s'illustre avec un but sur le parquet d'Ajaccio et contribue à la victoire 4-2 des siens. Le 21 octobre 2023 il contribue à la victoire 6-1 de l'Étoile à Béthune avec un doublé.
Durant la période du 25 au 28 octobre 2023, l'Étoile Lavalloise fait son entrée en lice en Ligue des champions 2023-2024. Le club français se qualifie pour le tour élite grâce à deux victoires, face à l'équipe slovène de Dobovec (4-0) et United Galati de Roumanie (10-4), et un match nul contre le Benfica (2-2). Bilal Bakkali participe à l'ensemble des rencontres et inscrit un doublé contre United Galati,,.
Le 11 novembre 2023 il inscrit un des buts de la victoire lavalloise (4-1) sur le parquet de l'UJS Toulouse.
Vient alors le tour élite de la Ligue des champions qui se dispute en Lettonie à Jelgava où l'Etoile Lavalloise hérite d'un groupe relevé composé de Riga où évolue Ricardinho, du FC Barcelone et du club italien de Città di Eboli. Le club français ne parvient pas à accéder au tour suivant après deux défaites, face à Riga dans les derniers instants du match (5-4) et face à Barcelone (7-0). Néanmoins l'Etoile quitte le tour élite avec une victoire lors de la dernière journée face à Città di Eboli (4-0), match durant lequel Bilal Bakkali est impliqué sur deux buts : Un but et une passe décisive.
Il inscrit son 5e but de la saison en championnat face à Toulon Élite dans un match maîtrisé par les Lavallois (victoire, 7-1).
Le 17 février 2024 il marque en 16e de finale de la Coupe nationale sur le parquet de Nice Futsal contribuant ainsi à la qualification de son équipe pour le prochain tour (victoire, 2-6).
Les Lavallois s'imposent facilement le 2 mars 2024 sur le terrain de Kingersheim (10-2). Bakkali y inscrit un doublé.
A l'occasion de son 60e match avec l'Etoile lavalloise, il inscrit un des buts victorieux de son équipe le 16 mars 2024 contre l'UJS Toulouse (victoire, 5-2). Bakkali est buteur le week-end suivant en quart de finale de la Coupe nationale face au Toulon Élite, dans un match qui se termine une large victoire de Laval (9-0).Puis le 30 mars 2024, il permet à son équipe de ne pas perdre sur le parquet du GOAL Futsal (4-4). Le week-end suivant, il contribue à la qualification de son équipe en finale de la Coupe nationale en inscrivant un doublé sur le parquet du Nantes Métropole Futsal (victoire, 5-3).
Pour son dernier match de championnat de la saison régulière, l'Etoile est tenue en échec par Paris Acasa le 11 mai 2024 à la Salle Mayenne. Bilal Bakkali inscrit un doublé lors de cette rencontre qui se termine sur un score de quatre buts partout.
Puis, le 18 mai 2024, l'Etoile Lavalloise remporte la Coupe nationale pour la deuxième année consécutive en s'imposant en finale face au Kremlin-Bicêtre futsal (6-1). Bilal Bakkali contribue à la victoire en étant impliqué sur quatre buts, un triplé et une passe décisive.
Vient alors le jour de la finale des play-offs le 1er juin 2024 à Vandœuvre-lès-Nancy qui voit les Lavallois s'imposer sur le Nantes Métropole Futsal sur le score de 7 buts à 1 avec un doublé du Marocain. Ainsi, Bakkali et son club réalisent le doublé coupe/championnat pour la deuxième saison consécutive.

#### Troisième saison avec Laval
Bilal Bakkali réalise à nouveau avec son équipe le doublé coupe et championnat. Manquant le début de saison pour cause de blessure, il aura pris part à l'issue de cet exercice 2024-2025 à 24 matchs et marqué 11 buts toutes compétitions confondues.

### En équipe nationale
Bilal Bakkali devient international marocain en 2013.
Retenu en stage de préparation, Bakkali  remporte la Coupe d'Afrique des Nations. Lors du second match de groupe, Bakkali inscrit un doublé contre la Libye pour mener 3-0 (victoire 3-2). En finale contre l’Égypte, triple vainqueur de la compétition, Bakkali égalise à 2-2 avant la mi-temps (victoire 3-2).
Puis il participe à la Coupe du monde 2016 en Colombie où le Maroc ne parvient pas à franchir le premier tour (3 matchs, 3 défaites),.
En mars 2018, il est retenu sélectionné pour un stage en équipe nationale.
En juillet 2019, il est retenu en stage  pour la CAN de janvier 2020. Convié au stage de préparation, il est conservé pour la compétition, remportée de nouveau par le Maroc.
Il participe à la Coupe du monde de futsal de 2021 en Lituanie où le Maroc franchit le premier tour pour la première fois de son histoire et termine quart-de-finaliste. Durant cette édition, il s'illustre en inscrivant ses premiers buts en Coupe du monde de futsal face aux Îles Salomon lors de la 1re journée de groupe et contre le Portugal la 3e journée.
En juin 2022, il participe et remporte la Coupe arabe de futsal en Arabie saoudite.
Le Maroc, avec à ses rangs Bilal Bakkali, prend part à la Continental Futsal Championship à Bangkok en septembre 2022. Tournoi que les Marocains remportent en s'imposant en finale face à l'Iran aux prolongations (4-3).
Il participe à une double confrontation face à l'Irak, les 1re et 2 mars 2023 à Rabat. Le premier match voit les Marocains l'emporter 5-2 et le deuxième se terminent sur un nul (2-2). Bilal Bakkali délivre trois passes décisives lors de la première manche, et marque un des buts marocains le lendemain,.
Il est sélectionné pour participer au mois de mars 2023 à deux doubles confrontations amicales, contre l'Irak et l'Estonie,.
Le mois qui suit, Hicham Dguig le convoque pour participer à un tournoi international organisé par la FRMF qui voit la participation de la France, de la Croatie et du Japon. Il marque un des buts marocains contre le Japon (victoire marocaine, 3-2) et un des buts contre la Croatie (match nul, 3-3). Tournoi que le Maroc remporte après avoir fait match nul contre la France.
Le 14 septembre 2023 le Maroc, 8ème au classement mondial, s'impose en amical face au vice-champion du monde, l'Argentine sur le score de 7 buts à 0. Bakkali participe au succès marocain.
Après avoir remporté la Coupe d'Afrique organisée au Maroc durant le mois d'avril 2024, la sélection entame sa préparation pour la Coupe du monde. Fin juillet 2024, le Maroc reçoit la Bosnie pour un match amical au Complexe Mohammed VI qui voit la participation de Bilal Bakkali. Ce dernier se blesse à la cheville et est contraint de passer une opération. Une blessure qui l'empêche de disputer la Coupe du monde.

## Statistiques détaillées en club
Le tableau suivant recense les statistiques de Bilal Bakkali depuis le 15 septembre 2018 :
| Saison                | Club                  | Championnat           | Championnat | Championnat | Championnat | Coupe(s) nationale(s) | Coupe(s) nationale(s) | Coupe(s) nationale(s) | Compétition(s) continentale(s) | Compétition(s) continentale(s) | Compétition(s) continentale(s) | Compétition(s) continentale(s) | Total | Total | Total |
| Saison                | Club                  | Division              | M.          | B.          | P.d.        | M.                    | B.                    | P.d.                  | Comp.                          | M.                             | B.                             | P.d.                           | M.    | B.    | P.d.  |
| 2018-2019             | Montpellier MF        | Division 2            | 15          | 11          | -           | 2                     | 1                     | -                     | -                              | -                              | -                              | -                              | 17    | 12    | 0     |
| Sous-total            | Sous-total            | Sous-total            | 15          | 11          | -           | 2                     | 1                     | -                     | -                              | -                              | -                              | -                              | 17    | 12    | 0     |
| 2019-2020             | ACCS 92               | Division 1            | 13          | 10          | -           | 0                     | 0                     | -                     | -                              | -                              | -                              | -                              | 13    | 10    | 0     |
| 2020-2021             | ACCS 92               | Division 1            | 22          | 26          | -           | 0                     | 0                     | -                     | LDC                            | 3                              | 0                              | -                              | 25    | 26    | 0     |
| 2021-2022             | ACCS 92               | Division 2            | 4           | 4           | -           | 0                     | 0                     | -                     | LDC                            | 6                              | 4                              | -                              | 10    | 8     | 0     |
| Sous-total            | Sous-total            | Sous-total            | 39          | 40          | -           | 0                     | 0                     | -                     | -                              | 9                              | 4                              | -                              | 48    | 44    | 0     |
| 2021-2022             | Étoile lavalloise     | Division 1            | 7           | 5           | -           | 2                     | 3                     | -                     | -                              | -                              | -                              | -                              | 9     | 8     | 0     |
| 2022-2023             | Étoile lavalloise     | Division 1            | 22          | 18          | -           | 6                     | 4                     | -                     | -                              | -                              | -                              | -                              | 28    | 22    | 0     |
| 2023-2024             | Étoile lavalloise     | Division 1            | 17+3        | 11+5        | -           | 6                     | 8                     | -                     | LDC                            | 5                              | 3                              | -                              | 31    | 27    | 0     |
| 2024-2025             | Étoile lavalloise     | Division 1            | 15+3        | 6+1         | -           | 3                     | 3                     | -                     | LDC                            | 3                              | 1                              | -                              | 24    | 11    | 0     |
| Sous-total            | Sous-total            | Sous-total            | 67          | 46          | -           | 17                    | 18                    | -                     | -                              | 8                              | 4                              | -                              | 92    | 68    | 0     |
| Total sur la carrière | Total sur la carrière | Total sur la carrière | 121         | 95          | -           | 23                    | 19                    | -                     | -                              | 17                             | 8                              | -                              | 161   | 122   | 0     |

## Palmarès
Ainsi, Bilal Bakkali a remporté au cours de sa carrière un total de 15 titres dont 8 avec la sélection nationale.
| Dynamo Kénitra (4)                                                                                         | ACCS AV 92 (1)                       | Étoile lavalloise (6)                                                                                                |
| --- | ------------------------------------ | --- |
| - Championnat du Maroc (2) : - Champion : 2016 et 2017-2018 - Coupe du Trône (1) : - Vainqueur : 2017-2018 | - D1 Futsal (1) - Champion : 2020-21 | - D1 Futsal (3) - Champion : 2022-23, 2023-24, 2024-25 - Coupe de France (3) - Vainqueur : 2022-23, 2023-24, 2024-25 |

| Équipe du Maroc de futsal (9) |
| --- |
| - Coupe d'Afrique des Nations (3) - Champion : 2016, 2020 et 2024 - Tournoi international de Changshu (1) - Vainqueur : 2019 - Finaliste : 2018 - Tournoi international de Poreč (1) - Vainqueur : 2020 - Coupe arabe des nations (1) - Champion : 2022 - Coupe des confédérations (1) - Vainqueur : 2022 - Tournoi international de Rabat (1) - Vainqueur : 2023, - Tournoi international de Croatie (1) - Vainqueur : 2023 |

### Distinction individuelles
- 2024 : Vainqueur du prix du meilleur joueur de la CAN 2024 (décerné par la CAF)[61]

## Famille
Bilal Bakkali est le grand frère de l'international marocain de futsal Anas Bakkali.